# Герб Тереблечого
Герб Тереблечого — офіційний символ села Тереблече, Чернівецького району Чернівецької області, затверджений 11 квітня 2017 р. рішенням Тереблеченської сільської ради.
Автор — Андрій Гречило.

## Опис герба
У зеленому полі лівий перев'яз, перетятий кілька разів сріблом і червоним, перед ним сидить золотий собака.

## Зміст
Собака є символом з давньої печатки громади. Біло-червона смуга вказує на розташування села на Державному кордоні України та наявність тут пропускного пункту. 